# Hyperpigmentatie
Hyperpigmentatie is een huidaandoening waarbij sprake is van te veel pigment in de menselijke huid. Het belangrijkste pigment in de menselijke huid is melanine. Daarnaast speelt ook ijzer een rol als pigment.

## Melanine
Melanine is een zogenoemd biologisch pigment. Melanine wordt door melanocyten gemaakt met behulp van het aminozuur tyrosine. Melanine kan gelokaliseerd zijn in de basale laag van de opperhuid, doordat de melanocyten meer pigment produceren (sproet) of doordat er meer pigmentcellen aanwezig zijn (moedervlek).
Het pigment kan ook in de lederhuid aanwezig zijn. Een ophoping van pigmentproducerende melanocyten zorgt voor een blauw of zwart gekleurde moedervlek (blue nevus). Bij bepaalde ontstekingen kan ook pigment in macrofagen (opruim-cellen) terechtkomen; dit pigment is meestal afkomstig uit keratinocyten, als deze door een ontsteking (vooral bij een grensvlakdermatitis) te gronde gaan. Dit komt vooral bij donkerder huidtypen voor. Macrofagen gevuld met pigment worden vaak melanofagen genoemd.

## IJzer
IJzer kan ook voor hyperpigmentatie van de huid zorgen, vooral in de vorm van hemosiderine gestapeld in macrofagen. Een belangrijk voorbeeld is de bruine verkleuring van de onderbenen die optreedt bij veneuze insufficiëntie. Maar ook na ontstekingen van de haarvaten kan dit optreden (ziekte van Schammberg), of bij ijzerstapeling door hemochromatose. Pigment kan ook van buiten in de lederhuid aangebracht worden of na een verwonding achterblijven. In beide gevallen wordt het tatoeage genoemd.

## Huidaandoeningen
Hyperpigmentatie is het symptoom van de volgende huidaandoeningen of ziektes met huidaandoening als symptoom:
- Melasma (ook zwangerschapsmasker genoemd) is een vorm van hyperpigmentatie onder invloed van hormoonschommelingen.
- ziekte van Addison is een vorm van hyperpigmentatie waarbij de verhoogde aanmaak van pigment de oorzaak is.
- Linea nigra – is een donkere, verticale lijn die in driekwart van de zwangerschappen op de buik verschijnt.
- Schade aan piment door blootstelling aan chemicaliën zoals salicylzuur, bleomycine en cisplatine.
- Syndroom van Peutz-Jeghers – is een zeldzaam erfelijk syndroom dat wordt gekenmerkt door kleine bruine pigmentvlekjes op het slijmvlies van de mondholte, rond de lippen, op het gezicht, de geslachtsdelen en de handpalmen.
- Coeliakie In sommige gevallen bestaat er een karakteristieke blaasjesvormende huidaandoening (dermatitis herpetiformis) naast de darmaandoening.
- Porfyrie is in de geneeskunde de naam voor een aantal erfelijke aandoeningen waarbij de enzymen die betrokken zijn bij de synthese van het heemmolecuul niet goed werken of afwezig zijn. Dit leidt tot de stapeling van tussenproducten waaronder in de huid. Deze aandoeningen worden gekenmerkt door huidklachten zoals bij porphyria cutanea tarda.
- Ringworm is een besmettelijke schimmelinfectie van de huid. De infectie veroorzaakt jeuk en een rode, schilferige huid.
- Hemochromatose - is een stofwisselingsziekte waarbij de opname van ijzer in de darm niet goed kan worden gereguleerd, hetgeen soms leidt tot ijzerstapeling in organen en huid wat na lange tijd (soms ernstige) symptomen kan veroorzaken.
- Kwikvergiftiging Aangetaste mensen kunnen erythemateuse (rode) wangen, neus en lippen vertonen en voorbijgaande huiduitslag.

Tevens een is Acanthosis nigricans een huidaandoening die wordt gekenmerkt door verkleuring. Het is echter geen hyperpigmentatie. Acanthosis nigricans is een donkere verkleuring door de verdikking van de hoornlaag in plaats van door pigment.

## Behandeling
Hyperpigmentatie kan soms behandeld worden, vooral als het in de opperhuid gelokaliseerd is.
- Blekende cremes: bevatten vooral hydrochinon of azelainezuur.
- Peeling: het afschillen van de bovenste huidlagen, vooral met chemische stoffen. Voorbeelden zijn peeling met fruitzuur, of met trichloorazijnzuur.
- Lasertherapie: door de golflengte van het licht zo te kiezen dat het vooral pigment de energie absorbeert, kan het pigment 'verbrand' worden, zonder schade aan de overige huidbestanddelen. Dit proces is nooit helemaal selectief. Dit is minder geschikt bij donkerder huidtypen, want dan wordt ook de gewone huid gebleekt.

Bij alle behandelingen is er een behoorlijk risico op te veel bleken, zodat lichte vlekken ontstaan. Tevens is er een risico op schade aan de gewone huid, waardoor hyperpigmentatie kan verergeren of (zelfs) littekens ontstaan.